# Vaïssac
 Vaïssac  es una población y comuna francesa, en la región de Mediodía-Pirineos, departamento de Tarn y Garona, en el distrito de Montauban y cantón de Nègrepelisse.

## Demografía
| 748 | 708 | 635 | 654 | 636 | 599 |
| Para los censos de 1962 a 1999 la población legal corresponde a la población sin duplicidades (Fuente: INSEE [Consultar]) |     |     |     |     |     |